# Eaglelake
Eaglelake (a volte indicato anche come Eagerlake) è un chipset Intel presentato nelle sue prime varianti il 3 giugno 2008 durante l'evento fieristico "Computex di Taipei" per supportare la seconda generazione dei processori a 4 core Core 2 Quad e Core 2 Extreme basati su core Yorkfield, e Core 2 Duo Wolfdale, come successore di Bearlake presentato nel 2007.

## Eaglelake: non per le CPU Nehalem
Inizialmente era stato ipotizzato che avrebbe potuto essere supportata anche la prima generazione delle CPU basate sulla nuova architettura Nehalem, che sono arrivate sul mercato alla fine del 2008, ma il mancato annuncio da parte di Intel e la profonda diversità di tali CPU per quanto riguarda socket, bus, e controller di memoria RAM, hanno reso ben presto molto improbabile tale compatibilità, caratteristica che poi è stata confermata dai fatti.

## Versioni disponibili sul mercato
Al pari di quanto fatto con il predecessore Bearlake, anche la denominazione delle varie versioni di Eaglelake ha seguito la nuova struttura composta da una lettera per sintetizzare le caratteristiche base del modello, seguita da 2 cifre che ne indicano la "potenza" e di conseguenza la fascia di mercato.
Queste le versioni di chipset Eaglelake, o serie 4, che sono state annunciate nel corso del tempo da parte di Intel:
- Eaglelake-P - soluzione di fascia medio alta per il mercato degli utenti desktop più esigenti
  - P45 Express - tutte le caratteristiche principali - 3 giugno 2008
  - P43 Express - un solo slot PCI Express x16 e memoria fino a 1066 MHz - 3 giugno 2008
- Eaglelake-G: - supporto del sottosistema grafico
  - G45 - supporto di tutte le funzionalità di accelerazione video - agosto 2008
  - G43 - assenza del supporto hardware per i flussi video HDTV e memoria fino a 8 GB a 1066 MHz - agosto 2008
  - G41 - versione ridotta del G43 per i sistemi di fascia bassa - quarto trimestre 2008
- Eaglelake-Q - supporto del sottosistema grafico e delle funzionalità di amministrazione per la piattaforma vPro
  - Q45 - metà luglio 2008
  - Q43 - metà luglio 2008

## Caratteristiche tecniche
Al pari del proprio predecessore, il supporto è limitato ai processori basati sull'architettura Intel Core Microarchitecture, mentre non è possibile installare le vecchie CPU NetBurst come il Pentium 4 e Pentium D.
Ogni variante di Eaglelake è caratterizzata da funzionalità peculiari ma, in generale, le novità introdotte da questo chipset, che viene prodotto a 65 nm, non sono molto eclatanti rispetto a quelle introdotte dal suo predecessore, Bearlake, anzi rispetto al passato sono state anche eliminate (silenziosamente) alcune tecnologie presenti in alcuni chipset precedenti: non è più presenta la tecnologia Intel Wireless Connect (introdotta ai tempi dell'i915 Grantsdale), né la iAMT per l'amministrazione remota del sistema (introdotta ai tempi dell'i945 Lakeport).
A compensare l'assenza di tali tecnologie ne sono state introdotte altre, conosciute come Intel Quiet System Technology e la versione desktop della Intel Turbo Memory, introdotta originariamente nel chipset Crestline alla base delle piattaforme Centrino Duo e Centrino Pro Santa Rosa, e che consente ai produttori di schede madri di integrare nei propri prodotti un certo quantitativo di memoria flash.
Per quanto riguarda il supporto alla memoria RAM, il supporto è ancora quello allo standard DDR3 introdotto con Bearlake, ma il quantitativo massimo è diventato di 16 GB (in precedenza esso era limitato a "soli" 8 GB) grazie al supporto per le estensioni EM64T integrate nel processore; in questo caso però tale standard è stato esteso fino alle DDR3-1333 che in precedenza erano supportate solo dalle versioni top di gamma di Bearlake, X38 e X48 (quest'ultima arrivava addirittura a DDR3-1600). Inoltre, anche la tecnologia Intel Extreme Memory Profile (XMP) è stata estesa anche ai modelli di fascia media; si tratta di una tecnologia simile alla nvidia SLI Memory, introdotta con il chipset nForce4, in grado di sfruttare alcuni particolari banchi di memoria RAM (in questo caso solo DDR3) ad alte prestazioni. Per quanto riguarda il BUS invece, esso è rimasto quello a 1333 MHz, mentre il socket abbinato rimane l'ormai maturo 775, anzi probabilmente Eaglelake sarà l'ultima famiglia di chipset Intel a supportare tale socket, dato che le future CPU basate su architettura Nehalem lo abbandoneranno in favore di soluzioni più moderne.
Ancora una volta l'interfaccia di connessione con la scheda video è quella PCI Express 2.0 x16 (di cui in genere vengono offerti 2 canali meccanici con connessioni elettriche x8) che non sono più relegate solo alla variante top di gamma, ma diventano disponibili anche nelle variante di fascia media; inoltre, rimane libero il supporto per altre 6 linee PCI Express che possono venire utilizzate dai produttori di motherboard a propria discrezione. Ancora una volta il supporto alle "multi-GPU" è limitato alla soluzione CrossFire di ATI Technologies/AMD e non è compatibile con lo SLI di nVidia. In particolare il supporto per le schede ATI è del tipo "Crossfire X", ovvero l'ultima evoluzione di questa tecnologia che consente l'utilizzo simultaneo di ben 4 schede distinte.
Il southbridge diventa l'ICH10 (che ha un consumo di 4,5 W) che, al pari del precedente ICH9, offre supporto fino a 12 porte USB 2.0, il che dà modo ai produttori di schede madri di implementarne fino a 8 direttamente sul retro del sistema; confermata l'assenza del supporto PATA, e probabilmente anche di quello PS/2, sancendo in un certo senso la fine dei dispositivi "legacy" (per quanto, così come è successo per il PATA dell'ICH9, non è da escludere che il supporto a tali tecnologie venga fornito comunque dai produttori di schede madri grazie all'utilizzo di chip esterni). Come sempre presente, nella variante ICH10-R, il supporto RAID alle modalità "0", "1", "5", "10", e al Intel Matrix. Invece, dal punto di vista dell'interfaccia SATA, il nuovo chipset supporta lo standard SATA 2.5, con supporto fino a 6 porte di tipo SATA-300, integrando anche soluzioni esterne eSATA.
Come detto, nell'ICH10 è stato aggiunto il supporto alla tecnologia Intel Turbo Memory nella sua variante per il settore desktop che un tempo era conosciuta anche attraverso il nome in codice Snowgrass (per distinguerla dalla versione per il settore desktop che era conosciuta come Robson); tale versione porta con sé anche una nuova funzionalità chiamata "user pinning" che in sostanza consente di selezionare le applicazioni che potranno venire memorizzate nell'area di memoria flash dedicata.
Lo standard audio integrato è rimasto ancora una volta l'ormai collaudato "High Definition Audio", chiamato da Intel con il nome in codice Azalia che è in grado di gestire i formati stereo LPCM, oppure AC3 a 5.1 canali a 96 kHz, mentre per quanto riguarda la scheda di rete, anch'essa è rimasto un tradizionale controller Ethernet Gigabit.
La comunicazione tra Northbridge e southbridge è ancora la cosiddetta Direct Media Interface da 2 GB/s.

## Caratteristiche peculiari delle varie versioni

### X45
L'X45 è stato originariamente annunciato, ma successivamente non si hanno più avuto conferme del suo arrivo; in ogni caso sarà il successore del precedente modello X38 di Bearlake come base per i processori della serie "Extreme"; si differenzia dalle altre varianti di Eaglelake soprattutto per il supporto alla memoria DDR3-1600 (in precedenza supportata solo dal modello X48 che a dispetto del nome era solo una revisione dell'X38 ed era quindi ancora basato su Bearlake).

### P45 Express e P43 Express

Schema a blocchi del chipset P45

#### P45 Express
Il P45 Express è la naturale evoluzione della variante P35 Express di Bearlake, soluzione di fascia medio-alta, e include tutte le caratteristiche sopra citate (in particolare il supporto anche in questa fascia di mercato delle soluzioni PCI Express 2.0) con un consumo di 22 W e un costo, per i produttori di 40 $.

#### P43 Express
Il P43 Express non ha un vero e proprio predecessore in quanto non è mai esistito un P33 Express. In ogni caso, come il nome lascia facilmente intendere si tratta di una versione ridotta del P45 Express con una generale semplificazione volta al contenimento dei costi (che dovrebbero scendere fino a 34 $), e destinata alla fascia media del mercato. Il supporto allo standard PCI Express è limitato ad un solo slot 16x di prima generazione, impedendo quindi di fatto la creazione di sistemi multi GPU, mentre è in grado di ospitare anche memoria DDR2 oltre alla DDR3, ma per entrambe il supporto rimane limitato allo standard -1066.

### G45, G43, G41

#### G45
La variante Eaglelake-G verrà presentata in 3 modelli: G45, G43 e G41 (descritti più avanti). Per quanto riguarda il modello G45, si tratta della versione con sottosistema grafico integrato del P45 e va quindi a sostituire il precedente G35, essendo fondamentalmente un P45 con l'aggiunta del comparto grafico, il suo consumo è leggermente più alto, intorno ai 24 W.
Il comparto grafico è il nuovo GMA X4500 HD, successore del precedente GMA X3500 introdotto da Bearlake. Tra le novità di questo sottosistema video è da segnalare l'accelerazione hardware H.264 e VC-1 per la decodifica dei flussi video ad alta definizione HD DVD e Blu-ray grazie ad una nuova versione della tecnologia Intel Clear Video; tra le funzionalità offerte dall'evoluzione di questa tecnologia si possono evidenziare "Bitstream Processing/Entropy Decode", "Frequency Transform", "Pixel Prediction and Deblocking", tutte tecnologie che dovrebbero alleggerire sempre di più il carico della CPU.

È stato integrato il supporto alle API DirectX 10 fin dal momento del lancio, senza la necessità di attendere driver adatti come nel caso delle soluzioni Bearlake, e le interfacce di collegamento sono HDMI con HDCP, DVI e DisplayPort. Secondo Intel le prestazioni in ambito 3D (quindi anche nell'esecuzione di videogiochi) sono state triplicate rispetto a quelle offerte dal modello precedente.
A maggio 2008 venne comunicato che i modelli con sottosistema grafico integrato sarebbero arrivati con alcune settimane di ritardo rispetto alle controparti "lisce", dovuti ad alcuni problemi legati alla decodifica hardware del formato VC-1 e al raggiungimento della frequenza nominale di 800 MHz per la sezione video. La risoluzione di tali problemi era prevista per agosto con disponibilità in volumi prevista solo per il terzo trimestre 2008.
A fine 2008 inoltre, Intel ha dichiarato l'intenzione di potenziare in un prossimo futuro il comparto grafico integrato nel chipset G45 e aggiungendo il supporto hardware a due tecnologie chiamate "Post Processing" e "Report Mode"; non è ancora chiaro quale sia lo scopo di tali innovazioni, probabilmente l'intento è quello di migliorare il livello qualitativo dell'immagine e offrire supporto ai monitor da 24 Hz. Tali migliorie verrebbero effettuate per poter prolungare la vita del Socket 775 fino al 2011 offrendo un supporto più adeguato e proporzionato ai processori basati su tale socket che nei prossimi anni costituiranno la fascia bassa del mercato.

#### G43
La versione G43, evoluzione del precedente G33, implementa invece il sottosistema grafico GMA X4500 in cui spicca il mancato supporto ai flussi video ad alta definizione; anche il supporto di memoria RAM è limitato a 2 soli slot per un totale di 8 GB massimi.
Allo stesso scopo di quanto previsto per la variante G45, anche il G43 dovrebbe subire in un prossimo futuro una revisione interna che potrebbe ridare a questo chipset la capacità di supportare 4 slot di memoria e di conseguenza raddoppiare la quantità di memoria massima.

#### G41
La versione G41 è una versione ancor più semplificata del G43 e va a sostituire il precedente G31 nei sistemi di fascia più bassa. Il sottosistema grafico integrato in questa versione è ancora più limitato, rispetto a quello del G43 e si chiama GMA 4500 e inoltre, analogamente a quanto fatto per il proprio diretto predecessore (il G31 della famiglia Bearlake), viene abbinato all'ICH7 invece che all'ICH10. A causa di ciò, supporta solo 8 porte USB 2.0 e 4 porte SATA.

## Nuove piattaforme

### Piattaforma per il settore Desktop
Il 3 giugno 2008 è arrivata la nuova piattaforma dedicata al settore desktop, Boulder Creek. Essa è basata sui modelli P45, G45, P43 e G43, e ruota intorno ai processori Core 2 Quad della serie Q9xxx (basati su core Yorkfield) e ai Core 2 Duo Wolfdale.

### Piattaforme per il settore Business
La variante Eaglelake-Q, esiste anch'essa in 2 versioni, Q45 e Q43. Di fatto segna la fine della precedente piattaforma vPro Weybridge Pro, basata sulla variante Q35 di Bearlake, e vede la nascita della nuova McCreary.
Essa offre il supporto delle tecnologie Intel Active Management Technology 5.0, Vanderpool per la virtualizzazione e le misure di sicurezza Trusted Execution Technology e modulo TPM 1.2. Intel propone inoltre la piattaforma McCreary Fundamental, ovvero una soluzione che prevede la presenza del chipset Eaglelake-Q senza le caratteristiche che contraddistinguono le soluzioni vPro.

## Il successore
Intel non ha ancora reso noto ufficialmente quale sarà il successore della famiglia Eaglelake, ma l'arrivo dei primi processori basati sull'architettura Nehalem, successiva all'Intel Core Microarchitecture, quasi certamente sconvolgerà per un attimo la tradizionale evoluzione delle piattaforme chipset. Questi processori infatti includono per la prima volta il controller della memoria RAM e un nuovo tipo di BUS seriale (Intel QuickPath Interconnect) e di conseguenza hanno bisogno di chipset appositamente sviluppati per poter funzionare. Tali processori sono arrivati alla fine del 2008 ed è quindi questa la probabile finestra temporale del successore di Eaglelake; il primo chipset ad arrivare è stato Tylersburg ma, almeno inizialmente, viene abbinato solo a processori di fascia "Extreme"; nella seconda metà del 2009 è previsto l'arrivo di processori basati sull'architettura Nehalem e destinati a tutti i settori di mercato, che dovrebbero essere accompagnati dal chipset Ibex Peak, ma non è ancora chiaro se si tratti di una specifica variante di Tylersburg oppure di un prodotto completamente distinto.